# Landwasserviadukten
Landwasserviadukten är en enkelspårig järnvägsviadukt över floden Landwasser på Rhätische Bahn i Schweiz.
Den är byggd av kalksten och är 65 meter hög, 136 meter lång och bågformad, ena änden är direkt ansluten till Landwassertunnelns västra mynning.
Bron började att byggas av Müller & Zeerleder i mars 1901. Det första tåget passerade i oktober 1902. Bron renoverades 2009 medan den användes normalt.
Bron trafikeras av Bernina Express på sträckan för Albulabanan mellan Thusis och St. Moritz. Viadukten befinner sig mellan Tiefencastel och Filisur i kantonen Graubünden.